# Manoir de Kerpondarmes
Le manoir de Kerpondarmes est une ancienne demeure noble, du début du XVe siècle, qui se situe dans le village de Clis, sur la commune française de Guérande, dans le département de la Loire-Atlantique.

## Historique
Jean Meschinot est le seigneur de Kerpodarmes à la fin du XVe siècle. Maître d'hôtel principal de la jeune duchesse Anne de Bretagne, il est également l'auteur de l'œuvre littéraire Les Lunettes des Princes.

## Description
Kerpondarmes est un manoir édifié au début du XVe siècle sur le coteau de Guérande, constitué d'un seul bâtiment rectangulaire avec, par niveau, une grande salle chauffée et une petite salle. Il constitue à ce titre un témoin de l'architecture nobiliaire bretonne modeste de cette époque. Il est déclassé en métairie à la fin du XVIIe siècle, date de construction du château de Tuloc à proximité immédiate. La charpente a été datée des années 1410-1419 par dendrochronologie.

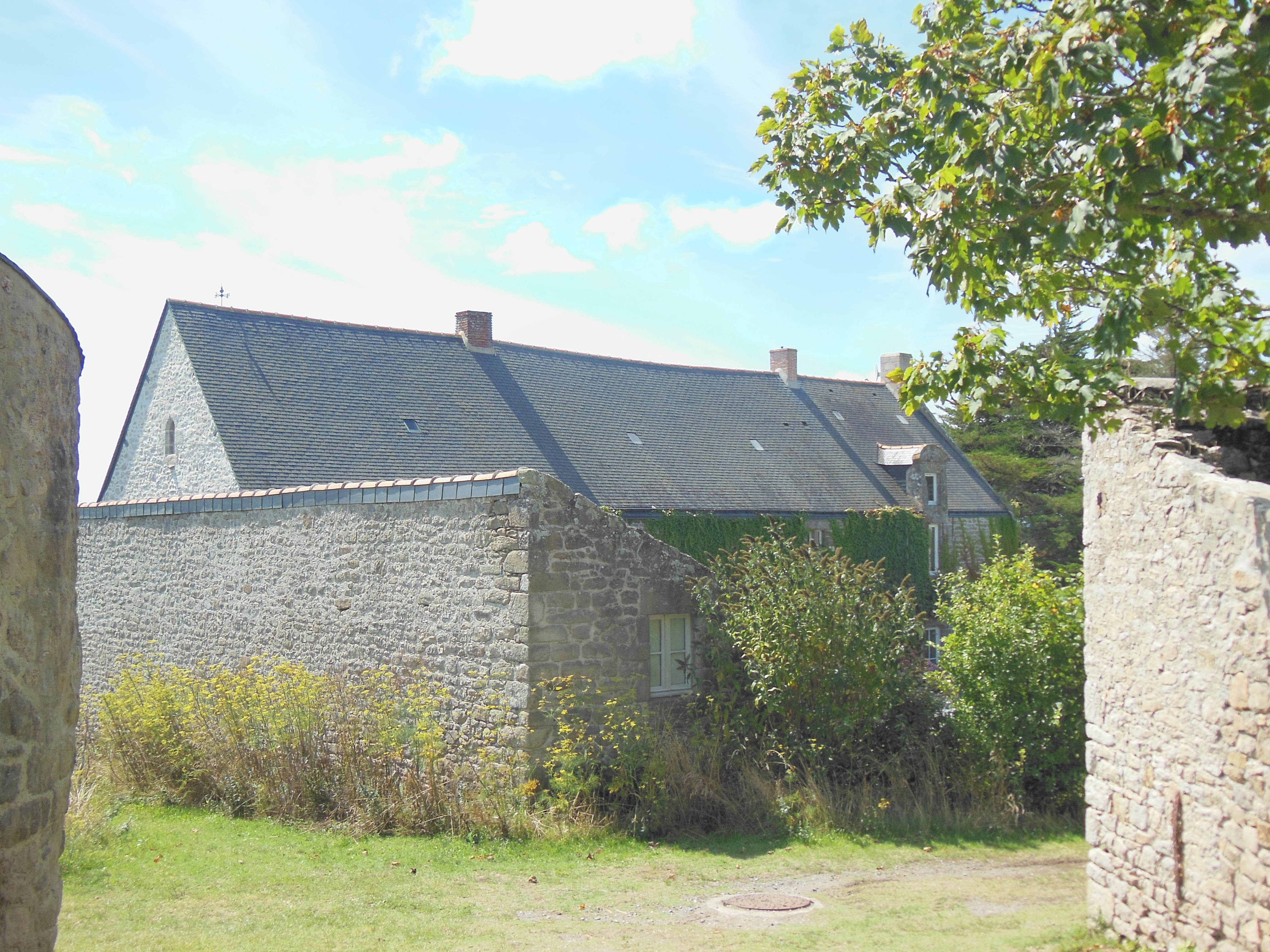
Aperçu de la façade nord.
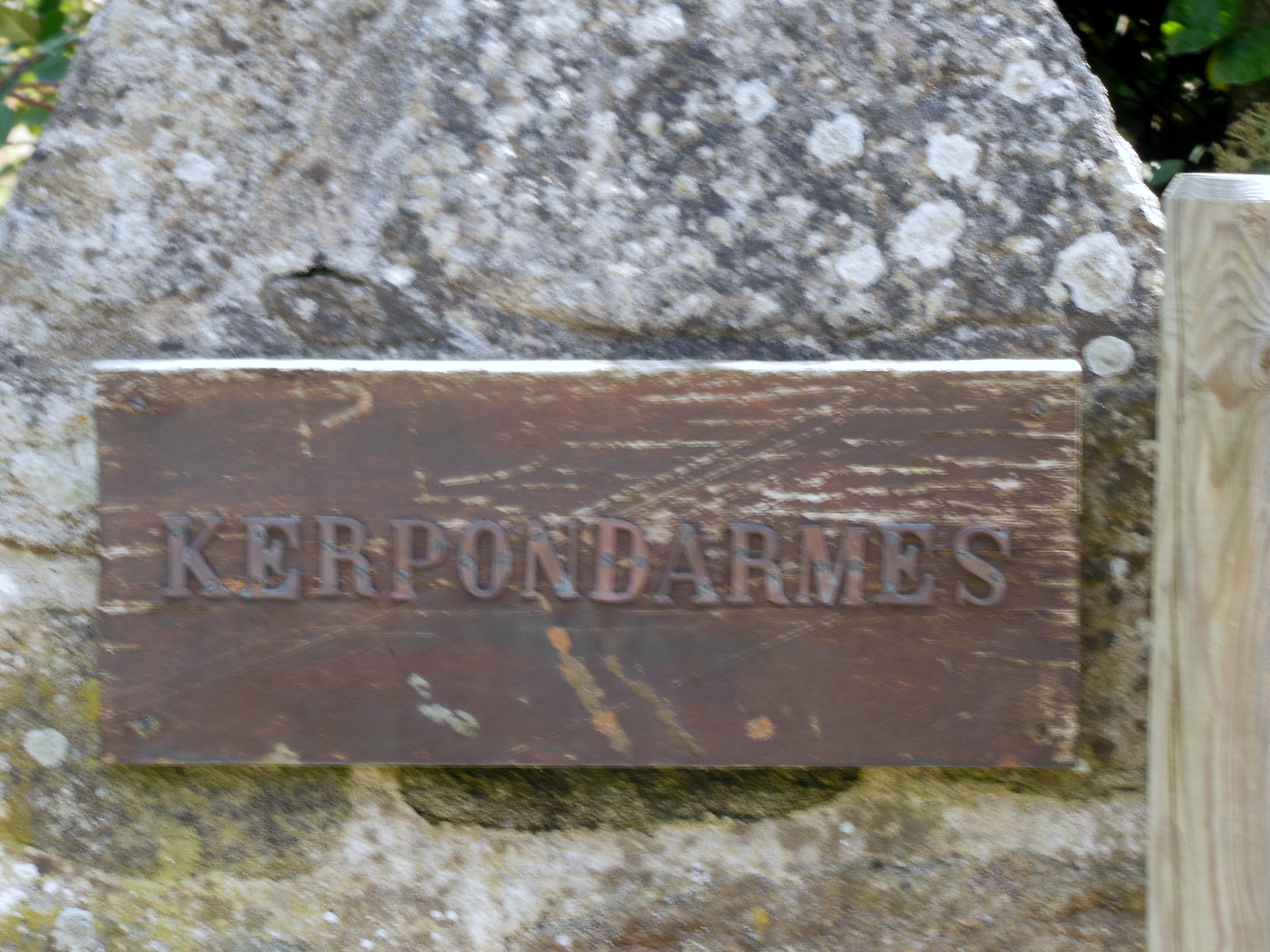
Plaque à l'entrée de la propriété.